# КК Мителдојчер
КК Мителдојчер немачки је кошаркашки клуб из Вајсенфелса. Тренутно се такмичи у Бундеслиги Немачке.

## Историја
Клуб је основан 1958. године, а од 1999. носи садашњи назив. Први значјнији успех у националним такмичењима постигао је у сезони 2024/25, када је освојио Куп Намачке.
Једини трофеј освојио је на међународној сцени — у питању је ФИБА Куп Европе (некадашње европско такмичење четвртог степена, касније познато и као ФИБА Еврокуп челенџ) за сезону 2003/04, а том приликом је у финалу савладан француски ЖДА Дижон резултатом 84 : 68.

## Успеси

### Национални
- Куп Немачке:
  - Победник (1): 2004.

### Међународни
- ФИБА Куп Европе:
  - Победник (1): 2004.

## Познатији играчи
- Вендел Алексис
- Стефан Бирчевић
- Џои Дорси
- Никола Драговић
- Ђорђе Дреновац
- Јован Новак
- Александар Мареља
- Манучар Маркоишвили
- Мартињш Мејерс
- Раде Милутиновић
- Страхиња Мићовић
- Раденко Пилчевић
- Велимир Радиновић
- Никола Ребић
- Сабит Хаџић